# Olio di pesce

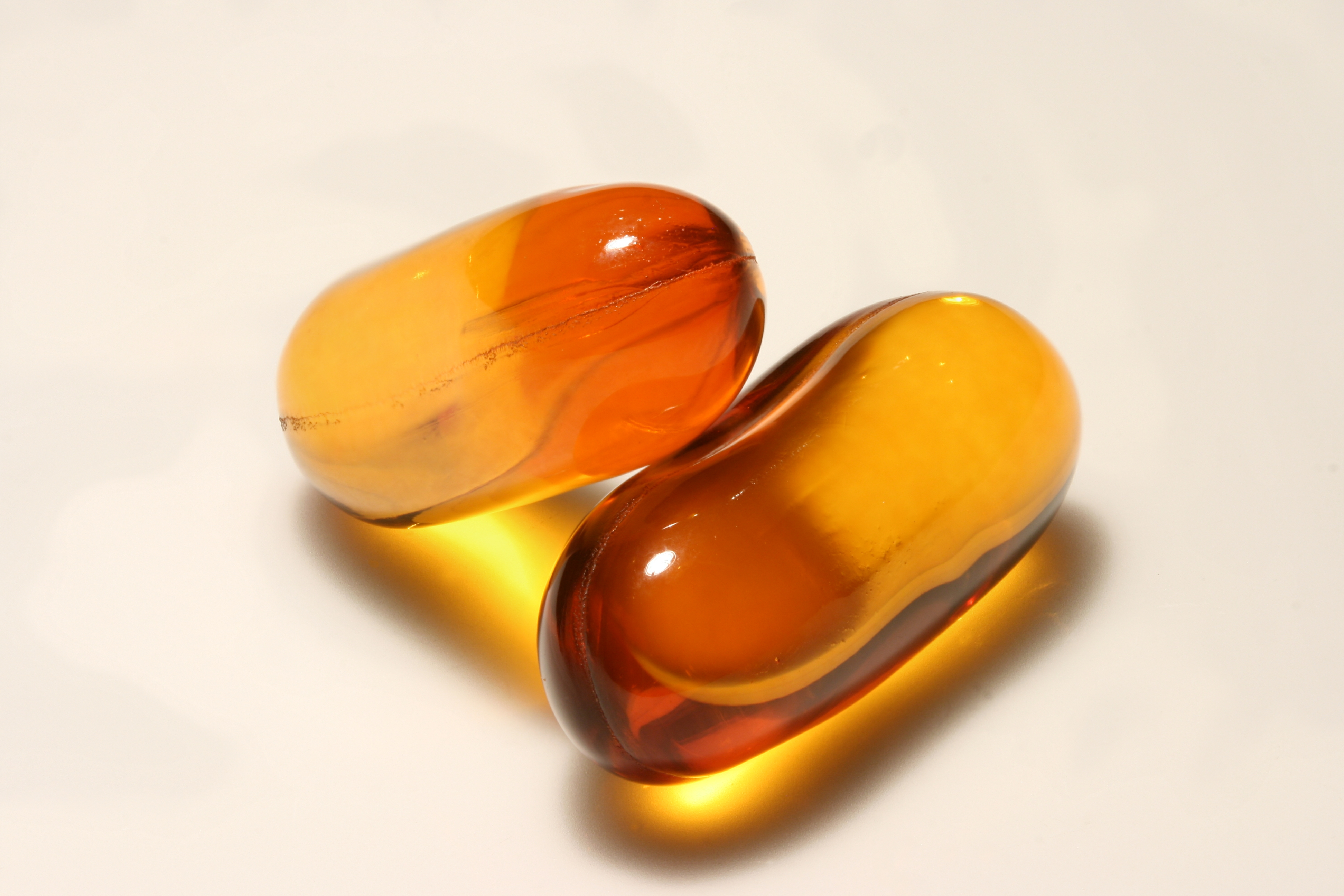
Olio di pesce in capsule

L'olio di pesce è un olio derivato dai tessuti dei pesci. Il suo utilizzo e forte interesse commerciale, contrariamente ad altri grassi estratti, soprattutto in passato, da mammiferi marini (olio di balena, spermaceti, grasso di foca) è dipendente dal contenuto di acidi grassi omega-3, acido eicosapentaenoico (EPA) e acido docosaesaenoico (DHA), ed ai loro presunti effetti sulla salute.

## Descrizione
I pesci, usati come fonti, non producono effettivamente acidi EPA e DHA, ma li accumulano consumando microalghe, plancton o pesci prede che hanno accumulato acidi grassi omega-3. Gli acidi grassi a catena lunga omega-3 hanno origine nei lipidi del fitoplancton che passano lungo la catena alimentare attraverso lo zooplancton fino ai pesci.
Il tenore di lipidi e la distribuzione percentuale di acidi grassi nei tessuti dei pesci varia in funzione della specie, della alimentazione e delle diverse condizioni ambientali (stagione, temperatura dell'acqua, ecc.). Le varie specie possono essere classificate come magre o bianche, con 0,7-3% di grassi, e grasse o blu, con 3-17% di grassi nel muscolo "fresco".
Nei pesci di allevamento, le diete artificiali forniscono una vasta gamma di nutrienti, che determinano non solo il tasso di crescita dei pesci, ma anche la composizione della carne, in particolare il contenuto lipidico, che può essere modificato quantitativamente e qualitativamente.
Il principale utilizzo dell'olio di pesce (oltre l'80% della produzione mondiale di circa 1 milione di tonnellate) è come mangime per pesci d'allevamento al fine di rendere la carne del pesce d'allevamento più simile a quella del pesce da cattura.
Il settore dell'acquacoltura nel suo complesso fornisce ogni anno 206 000 tonnellate di EPA + DHA, ma allo stesso tempo consuma un totale di 210 000 tonnellate; vale a dire, in pratica, fornisce la stessa quantità che consuma.
Più del 50 percento dell'olio di pesce del mondo viene utilizzato nei mangimi per l'acquacoltura dei salmoni e una piccola quota ne viene ricavata da parti non commerciabili degli stessi salmoni d'allevamento.
L'olio di pesce marino e di acqua dolce come quello di mammiferi marini, variano nei contenuti di acido arachidonico, EPA e DHA. Le varie specie variano da magre a grasse e tipicamente le specie d'acqua dolce forniscono un olio con concentrazioni di EPA e DHA minori. Gli acidi grassi polinsaturi a catena lunga (PUFALC) negli oli di pesce sono normalmente esterificati al glicerolo in posizione sn2, con in posizione sn1 e sn3 acidi grassi saturi e monoinsaturi. Curiosamente invece negli oli derivati da mammiferi marini, i PUFALC si trovano soprattutto in posizione sn1 e sn3.

## Effetti sulla salute
È stato solo con la pubblicazione degli studi epidemiologici danesi di Bang e Dyerberg nei primi anni 1970 che è iniziata la ricerca sugli acidi grassi polinsaturi (PUFA) omega 3. Venne postulato che la bassa incidenza della malattia coronarica degli eschimesi della Groenlandia potrebbe essere correlata alla loro particolare abitudine alimentare e al consumo di grassi ricchi di PUFA. Dopo questo primo studio, sono stati pubblicati moltissimi studi sui benefici epidemiologici, clinici e biochimici degli acidi polinsaturi omega 3 a lunga catena, principalmente EPA e DHA. Questi eserciterebbero una forte influenza positiva sulla salute umana, prevenendo il rischio di malattie cardiovascolari, numerosi disturbi immunitari che influenzano lo sviluppo neurale e alcune malattie neurodegenerative. Proteggerebbero inoltre, secondo alcuni studi, dalla tumorigenesi e avrebbero effetti positivi in diversi ambiti:
- Sviluppo cognitivo e comportamentale,
- Artrite reumatoide
- Disturbi psichiatrici, inclusi depressione e schizofrenia
- Recupero dalla chirurgia
- Demenza negli anziani
- Psoriasi
- Morbo di Crohn
- Progressione della malattia metabolica

ma anche, con prove molto meno consistenti, per:
- Asma nei bambini
- Visione e macula degenerativa
- Comportamento e concentrazione, inclusi ADHD (disturbo da deficit di attenzione e iperattività) e dislessia, problemi comportamentali nei bambini con disturbo del coordinamento dello sviluppo (DCD)
- Obesità
- Fibrosi cistica e altre condizioni

Per queste ragioni, il consumo regolare di pesce per fornire circa 200-500 mg a settimana di EPA e DHA è stato raccomandato da diverse organizzazioni sanitarie. Questi studi e raccomandazioni hanno portato a una forte domanda di oli di pesce e concentrati di olio di pesce come integratori alimentari o coadiuvanti terapeutici. Ci sono state però molte controversie sui presunti benefici effetti derivanti dal consumo dell'olio di pesce e varie meta-analisi concludono che effetti positivi se ci sono comunque limitati.: 
Le prove più promettenti supportano, a specifiche condizioni, l'integrazione alimentare per la prevenzione della morte cardiaca. La FDA ha autorizzato la commercializzazione di alcuni farmaci a prescrizione derivati dall'olio di pesce per soggetti con trigliceridemia molto alta e con rischio cardiovascolare, anche se assumono statine.
La FDA ha approvato un'indicazione qualificata sulla salute per alimenti convenzionali e integratori alimentari che contengono EPA e DHA dove si afferma che "la ricerca di supporto ma non conclusiva mostra che il consumo di acidi grassi omega-3 EPA e DHA può ridurre il rischio di malattie coronariche". La FDA specifica inoltre che le etichette degli integratori alimentari non dovrebbero raccomandare l'assunzione giornaliera di EPA e DHA superiore a 2 g. Molte altre indicazioni salutistiche, richieste dall'industria, non sono state autorizzate.
L'EFSA ha autorizzato alcune specifiche indicazioni salutistiche: 
- DHA ed EPA contribuiscono alla normale funzione del cuore (0,25 g al giorno)
- DHA ed EPA contribuiscono al mantenimento della normale pressione sanguigna (3 g al giorno)
- DHA ed EPA contribuiscono al mantenimento dei normali livelli di trigliceridi nel sangue (2 g al giorno)
- Il DHA contribuisce al mantenimento dei normali livelli di trigliceridi nel sangue (2 g al giorno in associazione con EPA)
- Il DHA contribuisce al mantenimento della normale funzione cerebrale (0,25 g al giorno)
- Il DHA contribuisce al mantenimento della visione normale (0,25 g al giorno)
- L'assunzione materna di DHA contribuisce al normale sviluppo cerebrale del feto e dei bambini allattati al seno (0,2 g di DHA più l'assunzione giornaliera raccomandata di acidi grassi omega-3 (EPA + DHA per gli adulti che è 0,25 g al giorno).
- L'assunzione materna di DHA contribuisce al normale sviluppo dell'occhio del feto e dei bambini allattati al seno (0,2 g di DHA più l'assunzione giornaliera raccomandata di acidi grassi omega-3 (EPA + DHA) per gli adulti che è 0,25 g al giorno).

Molte altre, richieste dall'industria, non sono state autorizzate.
I prodotti derivati dai pesci, come l'olio, introducono però dei rischi di possibile contaminazione con metalli pesanti (in particolare etil mercurio), diossine, furano, PCB. Questi contaminanti possono essere facilmente rilevati nei grandi predatori come squali, pesce spada, tonni che, a causa della loro posizione in cima alla catena alimentare,  possono accumulare sostanze tossiche per biomagnificazione. Nei normali processi di raffinazione i produttori di olio di pesce possono ridurre la concentrazione di questi contaminanti ma una raffinazione e purificazione molto accurata può ridurre anche il tenore di EPA e DHA.

## Tipi di olio di pesce
- Gli oli di pesce generici sono derivati da una o più specie di pesci o molluschi. Questo include anche miscele con oli di fegato di pesce.
- Gli oli di fegato di pesce nominati sono derivati dai fegati dei pesci e sono composti da acidi grassi, vitamine o altro componenti rappresentativi dei fegati delle specie da cui viene estratto l'olio.
- L'olio di fegato di merluzzo deriva dal fegato di merluzzo selvatico, Gadus morhua L e altre specie di Gadidae.
- L'olio di fegato di pesce (senza nome) deriva dai fegati di una o più specie di pesci.

- Gli oli di pesce concentrati sono derivati dagli oli di pesce che sono stati sottoposti ai processi che possono comportare, ma non sono limitati a, idrolisi, frazionamento, winterizzazione e / o inter-esterificazione per aumentare la concentrazione di acidi grassi specifici. L'olio di pesce concentrato contiene dal 35 al 50% in peso di acidi grassi come somma di acido eicosapentaenoico (EPA) e acido docosaesaenoico (DHA).

- L'olio di pesce ad alta concentrazione contiene oltre il 50% in peso di acidi grassi come somma di EPA e DHA.

- Oli etilici concentrati di oli di pesce sono derivati dagli oli di pesce e sono principalmente composto da acidi grassi etil esteri.

Gli oli etilici di olio di pesce concentrati contengono acidi grassi come esteri di etanolo di cui il 40-60% p / p% è somma di EPA e DHA.
- Gli esteri etilici di olio di pesce altamente concentrati contengono acidi grassi come esteri di etanolo di cui oltre 6 w / w% sono come somma di EPA e DHA.

## Metodo di produzione
Gli impianti che producono olio di pesce producono anche farina di pesce. Una volta separate le parti del pesce utili per l'estrazione, nel salmone la testa, nei merluzzi il fegato, la maggior parte dell'olio e della farina sono prodotti con il metodo della spremitura a umido.
Le fasi principali di questo processo sono:
- Bollire il pesce per denaturare/coagulare le proteine,
- Spremendo il prodotto coagulato se ne separano due fasi:
  - una fase solida (la "torta"), contenente dal 60 all'80% di sostanza secca (proteine e sostanza ossea) che non contiene più olio,
  - una fase liquida (il "liquore"), contenente acqua e olio assieme ad un residuo di solidi dissolti o dispersi (proteine disciolte o sospese, vitamine, minerali).
- Decantazione e centrifugazione del liquore, per rimuovere l'acqua e la maggior parte delle impurità e ricavare l'olio greggio che viene immagazzinato in botti.

Dall'acqua contenente proteine attraverso evaporatori si produce un concentrato che viene miscelato con la torta. Questa, una volta che sia stata ulteriormente disidratata in un essiccatore.  viene macinata in forma di farina, quindi conservata in sacchi o sfusa.

## Composizione
Gli oli da specie acquatiche sono complessi. Contengono molte classi diverse di lipidi (trigliceridi, fosfolipidi, idrocarburi, esteri cerosi, esteri di alcoli diversi dal glicerolo). EPA e DHA sono rilevabili solo in trigliceridi e fosfolipidi. Gli oli raffinati in commercio sono composti prevalentemente da trigliceridi con la seguente distribuzione percentuale di acidi grassi, come definito dal CODEX ALIMENTARIUS:
| Notazione delta            | acido grasso              | Acciuga Engraulis ringens (Engraulidae) | Tonno Thunnus, Katsuwonus pelamis (Scombridae). | Krill Euphausia superba | Brevootia, Ethmidium (Clupeidae) | Salmone non d'allevamento (Salmonidae) | Salmone d'allevamento (Salmonidae) | Fegato di Merluzzo Gadus morhua (Gadidae) |
| -------------------------- | ------------------------- | --------------------------------------- | ----------------------------------------------- | ----------------------- | -------------------------------- | -------------------------------------- | ---------------------------------- | ----------------------------------------- |
| 14:0                       | acido miristico           | 2,7-11,5                                | ND-5,0                                          | 5,0-13,0                | 8,0-11,0                         | 2,0-5,0                                | 1,5-5,5                            | 2,0-6,0                                   |
| 15:0                       | acido pentadecanoico      | ND-1,5                                  | ND-2,0                                          | NR                      | ND-1,0                           | ND-1,0                                 | ND-0,5                             | ND-0,5                                    |
| 16:0                       | acido palmitico           | 13,0-22,0                               | 14,0-24,0                                       | 17,0-24,6               | 18,0-20,0                        | 10,0-16,0                              | 6,5-12,0                           | 7,0-14,0                                  |
| 16:1Δ9c                    | acido palmitoleico        | 4,0-12,6                                | ND-12,5                                         | 2,5-9,0                 | 9,0-13,0                         | 4,0-6,0                                | 2,0-5,0                            | 4,5-11,5                                  |
| 17:0                       | acido margarico           | ND-2,0                                  | ND-3,0                                          | NR                      | ND-1,0                           | ND-1,0                                 | ND-0,5                             | NR                                        |
| 18:0                       | acido stearico            | 1,0-7,0                                 | ND-7,5                                          | NR                      | 2,5-4,0                          | 2,0-5,0                                | 2,0-5,0                            | 1,0-4,0                                   |
| 18:1Δ11t                   | acido vaccenico           | 1,7-3,7                                 | ND– 7,0                                         | 4,7-8,1                 | 2,5-3,5                          | 1,5-2,5                                | NR                                 | 2,0–7,0                                   |
| 18:1Δ9c                    | acido oleico              | 3,6-17,0                                | 10,0-25,0                                       | 6,0-14,5                | 5,5-8,5                          | 8,0-16,0                               | 30,0-47,0                          | 12,0-21,0                                 |
| 18:2Δ9c,12c                | acido linoleico           | ND-3,5                                  | ND-3,0                                          | ND-3,0                  | 2,0-3,5                          | 1,5-2,5                                | 8,0-15,0                           | 0,5-3,0                                   |
| 18:3Δ9c,12c,15c            | acido α-linolenico        | ND-7,0                                  | ND-2,0                                          | 0,1-4,7                 | ND-2,0                           | ND-2,0                                 | 3,0-6,0                            | ND-2,0                                    |
| 18:3Δ6c,9c,12c             | acido γ-linolenico        | ND-5,0                                  | ND-4,0                                          | NR                      | ND-2,5                           | ND-2,0                                 | ND-0,5                             | NR                                        |
| 18:4Δ6c,9c,12c,15c         | acido stearidonico        | ND-5,0                                  | ND-2,0                                          | 1,0-8,1                 | 1,5-3,0                          | 1,0-4,0                                | 0,5-1,5                            | 0,5-4,5                                   |
| 20:0                       | acido arachidico          | ND-1,8                                  | ND-2,5                                          | NR                      | 0,1-0,5                          | ND-0,5                                 | 0,1-0,5                            | NR                                        |
| 20:1Δ11c                   | acido gondoico            | ND-4,0                                  | ND-2,5                                          | NR                      | ND-0,5                           | 2,0-10,0                               | 1,5-7,0                            | 5,0-17,0                                  |
| 20:1Δ9c                    | acido gadoleico           | ND-4,0                                  | ND-3,0                                          | NR                      | 0,5-2,0                          | NR                                     | NR                                 | 1,0-5,5                                   |
| 20:4Δ5c,8c,11c,14c         | acido arachidonico        | ND-2,5                                  | ND-3,0                                          | NR                      | ND-2,0                           | 0,5-2,5                                | ND-1,2                             | ND-1,5                                    |
| 20:4Δ8c,11c,14c,17c        | Acido juniperonico        | ND-2,0                                  | ND-1,0                                          | NR                      | NR                               | 1,0-3,0                                | 0,5-1,0                            | ND-2,0                                    |
| 20:5Δ5c,8c,11c,14c,17c     | acido eicosapentaenoico   | 5,0-26,0                                | 2,5-9,0                                         | 14,3-28,0               | 12,5-19,0                        | 6,5-11,5                               | 2,0-6,0                            | 7,0-16,0                                  |
| 21:5Δ6c,9c,12c,15c,18c     | acido eneicosapentaenoico | ND-4,0                                  | ND-1,0                                          | NR                      | 0,5-1,0                          | ND-4,0                                 | NR                                 | ND-1,5                                    |
| 22:1Δ13c                   | acido erucico             | ND-2,3                                  | ND-2,0                                          | ND-1,5                  | 0,1-0,5                          | ND-1,5                                 | 3,0-7,0                            | ND-1,5                                    |
| 22:1Δ11c                   | acido cetoleico           | ND-5,6                                  | ND-1,0                                          | NR                      | ND-0,1                           | 1,0-1,5                                | NR                                 | 5,0-12,0                                  |
| 22:5Δ7c,10c,13c,16c,19c    | acido clupanodonico       | ND-4,0                                  | ND-3,0                                          | ND-0,7                  | 2,0-3,0                          | 1,5-3,0                                | 1,0-2,5                            | 0,5-3,0                                   |
| 22:6Δ4c,7c,10c,13c,16c,19c | acido docosaesaenoico     | 4,0-26,5                                | 21,0-42,5                                       | 7,1-15,7                | 5,0-11,5                         | 6,0-14,0                               | 3,0-10,0                           | 6,0-18,0                                  |